# الموت الحراري للكون
الموت الحراري للكون (بالإنجليزية: heat death)‏، (المعروف أيضًا باسم البرد الكبير أو التجمد الكبير)، هي فرضية حول المصير النهائي للكون، والتي تقترح أن الكون سيتطور إلى حالة لا توجد فيها طاقة حرارية حرة وبالتالي لن يكون قادرًا للحفاظ على العمليات التي تزيد من القصور الحراري.
لا يشير الموت الحراري إلى درجة حرارة مطلقة معينة؛ هو فقط يشير إلى أن الكون سيصبح غير قادر على استغلال الاختلافات في درجات الحرارة أو العمليات الأخرى لأداء الشغل. في الفيزياء، يحدث الموت الحراري عندما يصل الكون إلى حالة التوازن الديناميكي الحراري.
إذا كانت طوبولوجيا الكون مفتوحة أو مسطحة، أو إذا كانت الطاقة المظلمة ثابتة كونية موجبة (وكلاهما يتوافق مع البيانات الحالية)، فسيستمر الكون في التوسع إلى الأبد، ومن المتوقع حدوث موت حراري، وسيقترب الكون من التوازن عند درجة حرارة منخفضة جدًا بعد فترة زمنية طويلة جدًا.
ظهرت فرضية الموت الحراري للكون من أفكار لورد كلفن، الذي اعتبر نظرية الديناميكا الحرارية على أنها خسارة ميكانيكية للطاقة في الطبيعة (كما يتجسد في أول قانونين للديناميكا الحرارية) واستقرئها على عمليات أكبر على نطاق عالمي. سمح هذا أيضًا لكلفن بصياغة مفارقة الموت الحراري والتي تدحض نظرية الكون القديم الذي ليس له حدود.

## أصل الفكرة
نشأت الفرضية من القانون الثاني للديناميكا الحرارية والذي ينص على أن الإنتروبيا تبدأ بالتزايد في نظام منعزل. إذا بقي الكون لوقت كاف من الزمن فسوف يقترب مماسيا من حالة تصبح فيها كل الطاقة موزعة بشكل متماثل. بعبارة أخرى هناك تبدد (فقد) في الطاقة الحركية، وعليه هناك تباطئ في حركة الكون مع مرور الوقت.

## حرارة الكون (مقارنة بين الموت الحراري والموت البارد)
في حالة الموت الحراري، تصبح درجة حرارة الكون مقتربة جدأ من الصفر المطلق وهي حالة ما بعد «الموت البارد» أو «التجمد الكبير». في حالة التجمد الكبير يكون الكون باردا جدا بحيث تصعب الحياة بسبب تمدد الكون وفي النهاية تكون النتيجة واحدة وهي الموت الحراري أو فناء الحرارة.

## الوضع الحالي
يقترح التضخم الكوني للكون المبكر، قبل التمدد الكوني، بأن الطاقة كانت متوزعة بشكل متماثل، وبالتالي كان الكون مارا بمرحلة شبيهة بالموت الحراري. ولكن الحالتين مختلفتين تماما في الحقيقة: ففي مرحلة الكون المبكر، كانت الجاذبية قوة في غاية الأهمية، وفي نظام الثقالة، إذا توزعت الطاقة بشكل متماثل تصبح الإنتروبيا منخفضة جدا مقارنة بوضع تكون فيه معظم المادة قد انهارت إلى ثقوب سوداء. مثل هذه الحالة ليست في إتزان حراري كما أنها غير مستقرة حراريا. ومع
ذلك في سيناريو الموت الحراري، وبسبب انخفاض كثافة الطاقة لدرجة يمكن اعتبارها عديمة الجاذبية، بحيث تتوزع الطاقة في إتزان حراري، أي حالة الطاقة العظمى.
تعتمد الحالة الأخيرة من الكون على افتراض قدر الكون الأمثل، وقد اختلفت هذه الأفكار بشكل ملحوظ أواخر القرن العشرين.
كشفت دراسة جديدة نُشرت في نوفمبر 2020، أن الكون يزداد سخونة بالفعل. بحثت الدراسة في التاريخ الحراري للكون على مدى العشرة مليارات سنة الماضية. ووجِد أن "متوسط درجة حرارة الغاز عبر الكون قد زاد أكثر من 10 مرات خلال تلك الفترة الزمنية ووصل إلى حوالي 2 مليون درجة كلفن اليوم - ما يقرب من 4 ملايين درجة فهرنهايت." صرح Yi-Kuan Chiang ، المؤلف الرئيسي للدراسة وزميل باحث في مركز جامعة ولاية أوهايو لعلم الكونيات وفيزياء الفضاء الجُزيئي، أن "قياسنا الجديد يوفر تأكيدًا مباشرًا للعمل الأساسي الذي قام به جيم بيبلز - الحائز على جائزة نوبل في الفيزياء لعام 2019 - من وضع نظرية كيفية تشكل البنية الكبيرة الحجم في الكون.

## الإطار الزمني لفناء الحرارة
منذ الانفجار العظيم وحتى عصرنا الحاضر ومستقبلا، يزداد تركيز المادة والمادة المظلمة متمثلا في النجوم والمجرات. بالتالي فالكون لم يتزن حراريا بعد وما زال بإمكان الأجرام بذل شغل فيزيائي. إن زمن الانحلال لكتلة مجرة (1011 كتلة شمسية) ثقب أسود هائل الكتلة بسبب إشعاع هوكينغ هو من الرتبة 10100 من السنوات، وعليه يمكن إنتاج الإنتروبي (الديناميكا الحرارية) حتى ذلك الوقت على الأقل. بعدها يدخل الكون مرحلة تسمى العصر المظلم، ومن المحتمل بأن يتكون بشكل رئيسي من غاز خفيف من الفوتونات والليبتونات بعد أن تتبخر الثقوب السوداء بإشعاعها إشعاع هوكينغ وتتحلل الأجرام الأخرى بسبب تحلل البروتون على مضي مئات من بلايين السنين. فتسود الفوتونات واليبتونات كالهيئة الباقية للمادة، ويصبح نشاط الكون متضائلا وتنخفض الطاقة وعلى فترات زمنية طويلة جدا حتى تقترب درجة الحرارة إلى الصفر المطلق.

### عمر الشمس
الشمس هي المصدر الفعلي للحياة على الأرض على الأقل وإذا ما توقفت عن الإشعاع الحراري فسوف نمر بمرحلة الموت الحراري أو فناء الحرارة في وقت مبكر مقارنة بموت الكون. تبين الحسابات الفيزيائية المبنية على مشاهدة العديد من النجوم التي تماثل الشمس أن عمر الشمس الكلي يصل إلى نحو 10 إلى 11 مليار من السنين وأن الشمس الآن قد قضت منهم نحو 5و4 مليار سنة. وتشير حسابات التفاعلات النووية والاندماج النووي للهيدروجين في الشمس تشير إلى أن الشمس يمكن أن تمدنا بالإشعاع لحوالي 5 مليارات سنة قادمة، إلا أن درجة حرارتها سوف ترتفع خلال ال 500 مليون سنة القادمة بحيث تكفي لأن تتبخر المحيطات، ولكن حينئذ تكون معظم صور الحياة على الأرض قد تلاشت بفعل درجة الحرارة المرتفعة بسبب ارتفاع حرارة الشمس التدريجي.

## إنظر أيضا
- مصير كون يتمدد
- خط زمني للانفجار العظيم